# Meši
Meši je bývalý aul v okrese Galan-Čož na jihu Čečenské autonomní republiky Ruské federace.

## Geografie
Meši je nejzápadněji položeným sídlem v historické horské oblasti Malchista na jihozápadě Čečenska. Nachází se na jihovýchodních svazích hory Charsakort (rusky Харсакорт, 3466 m n. m.) těsně u státní hranice s Gruzií. Severozápadními svahy zmíněné hory prochází hranice s Ingušskem. Někdejší opevněné sídlo leží na levém břehu řeky Mešechi jihozápadně od okresního města Galan-Čož. Nejbližšími sídly v okolí Meši byly Nižnij a Věrchnij Kij na severu a Terta na jihovýchodě.

## Historie
Meši bývalo menším opevněným aulem, rozděleným na dvě části. Vznik místních architektonických památek je odhadován na dobu od 14. do 18. století. Po zlomení odporu čečenských horalů a skončení Kavkazské války se od roku 1865 oblast Malchisty stala pod názvem okres Allago administrativní jednotkou Tianetského okruhu Tbiliské oblasti Gruzie v rámci Ruského impéria. Malchista byla součástí Gruzie ještě v prvních letech existence Sovětského svazu, teprve v roce 1927 bylo rozhodnuto o jejím včlenění do Čečenské autonomní oblasti SSSR.
Obec Meši byla vysídlena v průběhu násilné deportace čečenského národa koncem února roku 1944. Ani po rehabilitaci v roce 1956 nebyl obyvatelům Meši povolen návrat do jejich původních domovů a celá oblast zůstala zpustlá a nepřístupná až do roku 2012, kdy byl rozhodnutím Parlamentu Čečenské republiky oficiálně obnoven někdejší okres Galan.Čož.

## Památky
Památky v Meši se nacházejí ve dvou lokalitách. Jednu tvoří poměrně dobře zachovalá pětipatrová obranná věž, v níž jsou dosud patrné pozůstatky jednotlivých poschodí a v přízemí se zachoval i menší krb. Obrannou věž doplňuje mohutnější čtyřpatrová obytná věž, která též částečně plnila obrannou funkci. Obě věže jsou postaveny z pískovcových kvádrů, spojovaných vápennou maltou. Na protilehlém východním svahu za potokem se nachází druhý obytný komplex. Obytná čtyřpatrová věž byla postavena z plochých kusů břidlice, spojených jílem. V nižší poloze se na území obce nacházejí dvě kamenné hrobky věžovitého tvaru se stupňovitými střechami. Šířka zdiva těchto hrobek dosahuje 0,5 metru.

## Dostupnost
Do zaniklé obce Meši vede nezpevněná polní cesta, po níž je možno přijet autem. Historické památky jsou od této cesty vzdáleny sotva 10 minut pěší chůze. Největší překážkou je nutnost obstarat si povolení ke vstupu, tzv. propusk. Vyřízení tohoto povolení, v němž musí být přesně uveden název navštívené lokality, je možné jen v Grozném a může trvat i měsíc. Je uváděno, že dalším nezbytným dokladem je pas občana Ruské federace. Jedno z pohraničních kontrolních stanovišť je přímo na cestě k Meši. Pobyt na území Meši je povolen pouze v době od 8.00 do 20.00 hodin, přenocování je zakázáno.